# 日工電気
日工電気株式会社（にっこうでんき）は、大阪府大阪市中央区に本社を置く、バスのブザーなどを製造・販売する輸送機器メーカーである。
なお、流通量が少ないためかホームページなどはなく、会社概要などに関しては不詳である。

## 主な製品
- トランジスター式ブザー（77型バックブザー、78型扉開閉予告ブザー）
- ドアチャイム（PCM91型 音声合成ブザー）
- 508型フラッシャー（従来のウインカー音とは異なり、「コンコン」という独特な音が鳴る）

・93-EBH型(光電管ブザー)

## 主な納入先
- ジェイ・バス
- 三菱ふそうバス製造（2012年までは78型トランジスタ式ブザーも採用していた。現在は京都市営バスなど一部のバス会社に採用されている。）